# Michałowszczyzna (rejon dokszycki)
Michałowszczyzna – dawny zaścianek. Tereny na których leżał znajdują się obecnie na Białorusi, w obwodzie witebskim, w rejonie dokszyckim, w sielsowiecie Tumiłowicze.

## Historia
W czasach zaborów w guberni mińskiej Imperium Rosyjskiego.
Na początku lat 20 XX wieku zaścienk leżał w Polsce, w województwie wileńskim, w powiecie duniłowickim, w gminie Tumiłowicze, a następnie w 1924 w wołoście Berezyna, powiatu borysowskiego ZSRR. Od 1926 w sielsowiecie Glinne, w rejonie biehomlskim, w okręgu borysowskim.
Według Powszechnego Spisu Ludności z 1921 roku zamieszkiwało tu 18 osób, wszystkie były wyznania prawosławnego i zadeklarowały białoruską przynależność narodową. Były tu 3 budynki mieszkalne. 